# 우커췬

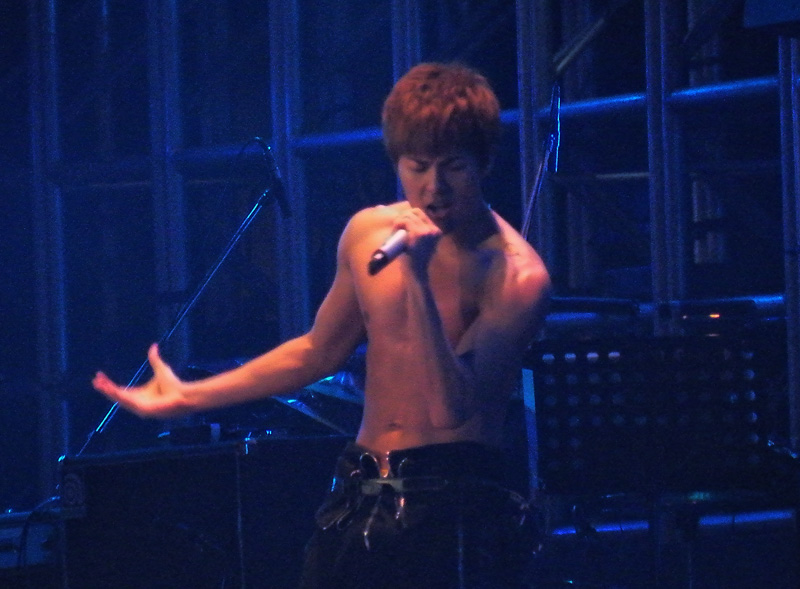

우커췬(중국어: 吳克群, 병음: Wú Kèqún, 한자음: 오극군, 1979년 10월 18일 ~ ) 또는 켄지 우(Kenji Wu)는 중화민국의 가수 겸 배우이다.
가오슝시에서 태어났다.

## 방송
- 패션왕 비밀의 상자
- 요리정인몽
- 밀도녀해

## 영화
- 송지효의 심천연가 (2015년)
- 패션왕 비밀의 상자 (2015년) - 출연 역
- 요리정인몽 (2011년)
- 애도저 (2009년)
- 절혼인 (2008년)